# Демарко, Мак
Мак Дема́рко (англ. Mac DeMarco) — канадский музыкант, автор-исполнитель. Родился в апреле 1990 года и вырос в Эдмонтоне. Ранее жил в Нью-Йорке. В настоящее время проживает в Лос-Анджелесе.
Во время обучения в средней школе Демарко начал записывать песни и тогда же придумал псевдоним Makeout Videotape; в 2008 году он переехал в Ванкувер, где собрал группу (с тем же названием), дававшую концерты, в том числе на разогреве у Japandroids, и выпустившую несколько записей на аудиокассетах. В 2011 году коллектив был распущен, и его фронтмен под своим собственным именем разместил на Bandcamp 5-трековую версию мини-альбома Rock and Roll Night Club. Песнями Демарко, записанными с эффектом замедления и проникнутыми иронией, заинтересовался лейбл Captured Tracks, на котором и была издана эта пластинка, дополненная ещё несколькими композициями, в марте 2012 года. Работа получила благосклонные отзывы на сайтах Pitchfork и Allmusic.
В сентябре того же года Демарко проводит турне по США, а 16 октября состоялся выпуск долгоиграющего альбома под названием «2». Год спустя вышел альбом Salad Days.
В 2015 году Мак выпустил мини альбом "Another One". Датой релиза Captured Tracks указали 7 августа 2015.
В 2017 году, 5 мая вышел альбом "This Old Dog".Через два года, в 2019, 10 мая вышел "Here Comes the Cowboy". Последующие 4 года не выпускал треков или альбомов, не учитывая песню Thy Mission с The Garden. В 2023 году, 20 января выпустил "Five Easy Hot Dogs".
В 2023 году, 21 апреля ДеМарко выпустил аудиоальбом "One Wayne G", без какого-либо предварительного анонса. Альбом состоит из 199 трека и длится примерно 9 часов 30 минут. Из 199 треков 18 имеют полные названия и тексты песен, остальные являются инструментальными или содержат простой скретч-вокал, что позволяет предположить, что альбом состоит как из демо, так и из готовых фрагментов.

## Дискография
Makeout Videotape
- 2009: Heat Wave!
- 2010: Eating Like a Kid
- 2010: Bossa Yeye
- 2010: Eyeballing
- 2010: Ying Yang

Mac DeMarco
- 2012: Rock and Roll Night Club [мини-альбом]
- 2012: Only You [сингл]
- 2012: 2
- 2013: 2 Demos
- 2013: Live & Acoustic Vol. 1
- 2014: Salad Days
- 2014: Salad Days Demo
- 2015: Another One[14]
- 2017: This Old Dog
- 2018: Old Dog Demos
- 2019: Here Comes The Cowboy
- 2020: Here Comes The Cowboy Demos
- 2020: Other Here Comes The Cowboy Demos
- 2020: Thy Mission feat. The Garden
- 2023: Five Easy Hot Dogs
- 2023: One Wayne G

## Видеоклипы
| Год  | Название                      | Режиссёр        |
| ---- | ----------------------------- | --------------- |
| 2011 | «Only You»                    | Эван Прософски  |
| 2011 | «Exercising with My Demons»   | Эван Прософски  |
| 2012 | «She’s Really All I Need»     | Пирс Макгарри   |
| 2012 | «European Vegas»              | Ангус Борсос    |
| 2012 | «Rock and Roll Night Club»    | Джейсон Харви   |
| 2012 | «Ode to Viceroy»              | Джаспер Бейдала |
| 2013 | «Dreamin»                     | Джейсон Харви   |
| 2013 | «My Kind of Woman»            | Алекс Лилл      |
| 2014 | «Passing Out Pieces»          | Пирс Макгарри   |
| 2014 | «Chamber of Reflection»       | Мак Демарко     |
| 2014 | «This Guy’s in Love with You» | Мак Демарко     |
| 2015 | «NOBODY»                      | Мак Демарко     |
| 2015 | «ON THE SQUARE»               | Мак Демарко     |
| 2015 | «HERE COMES THE COWBOY»       | Мак Демарко     |